# Pelophylax cretensis
La rana di Creta (Pelophylax cretensis Beerli, Hotz, Tunner, Heppich and Uzzell, 1994) è un anfibio anuro appartenente alla famiglia dei Ranidi.

## Descrizione
Con 4-7 cm (massimo 8,5 cm) di lunghezza, questa rana verde è una specie relativamente piccola, che morfologicamente si distingue ben poco dai suoi parenti più stretti, la rana verde balcanica e la rana levantina. Come la maggior parte di queste rane verdi è di colori molto variabili, in genere nei toni del marrone, grigio, beige o verde oliva, più raramente anche verde erba, con macchie scure più o meno pronunciate e talvolta una banda mediana dorsale chiara. I lati interni dei femori sono spesso di colore giallo. Il ventre è solitamente biancastro e privo di macchie, oppure con una lieve marmorizzazione grigiastra; i maschi sono contraddistinti da sacche vocali grigie scure. La lunghezza è di 4-6 cm nei maschi e di 5-8,5 cm nelle femmine.

## Biologia
La rana di Creta è una specie endemica di Creta e anche l'unica rana verde presente sull'isola.

## Distribuzione e habitat
La rana di Creta vive principalmente presso ruscelli a corso lento, cisterne, serbatoi e tratti fluviali calmi dalla pianura fino a massimo 200 m, in particolare nella parte occidentale e centrale dell'isola, ma con presenze sporadiche anche in quella orientale.